# Kremenjak
Kremenjak je 236 m visok hrib, ki leži na meji med Italijo in Slovenijo. Na vrhu je še vedno opazovalnica iz prve svetovne vojne.
Ob lepem vremenu se ponuja razgled od Tržaškega zaliva do Benetk, po bližnjih kraških vaseh in vse do Julijskih Alp s Triglavom.